# Artjomowka (Kaliningrad)
Artjomowka (russisch Артёмовка, deutsch Argeningken-Graudszen, 1936 bis 1938 Argeningken-Graudschen, 1938 bis 1945 Argenhof, auch: Skambracken, 1938 bis 1945 Brakenau, litauisch Argininkai, auch: Skambrakai) ist ein Ort in der russischen Oblast Kaliningrad. Er gehört zur kommunalen Selbstverwaltungseinheit Stadtkreis Neman im Rajon Neman.

## Geographische Lage
Artjomowka liegt elf Kilometer südwestlich der Kreisstadt Neman (Ragnit) am Flüsschen Arge (russisch: Slaja). Durch den Ort verläuft eine Nebenstraße (27K-095), die von Sowetsk (Tilsit) über Wetrowo (Woydehenen, 1938 bis 1946 Wodehnen) nach Kanasch (Jurgaitschen, 1938 bis 1946 Königskirch) führt. Das Dorf ist Bahnstation in der – augenblicklich außer Betrieb gesetzten – Bahnstrecke Tschernjachowsk–Sowetsk (Insterburg–Tilsit).

## Geschichte

### Argeningken-Graudszen (Argenhof)
Das zu Beginn des 18. Jahrhunderts noch Argeningcken-Grauszus genannte Dorf bestand vor 1945 aus drei großen Höfen. Im Jahre 1874 wurde der Ort in den neu errichteten Amtsbezirk Eromeiten (er hieß ab 1939 „Amtsbezirk Ehrenfelde“; die russische Bezeichnung des Ortes, der heute nicht mehr existiert, war Slatoustje) eingegliedert, der bis 1922 zum Kreis Ragnit, danach bis 1945 zum Landkreis Tilsit-Ragnit im Regierungsbezirk Gumbinnen der preußischen Provinz Ostpreußen gehörte.
Im Jahre 1933 waren in Argeningken-Graudszen (ab 17. September 1936 „Argeningken-Graudschen“)  209 Einwohner gemeldet, im Jahre 1939 – das Dorf wurde am 3. Juni 1938 in „Argenhof“ umbenannt – lebten hier 188 Menschen.
In Kriegsfolge kam der Ort 1945 mit dem nördlichen Ostpreußen zur Sowjetunion.

### Skambracken (Brakenau) / Chochlowo
Lediglich einige verstreute kleine Höfe bildeten vor 1945 den bereits im 17. Jahrhundert erwähnten und damals Skambrakan genannten Ort. Zwischen 1874 und 1945 war das Dorf in den Amtsbezirk Eromeiten (ab 1939 „Amtsbezirk Ehrenfelde“) eingegliedert – bis 1922 im Kreis Ragnit, danach im Landkreis Tilsit-Ragnit im Regierungsbezirk Gumbinnen der preußischen Provinz Ostpreußen. Die Zahl der Einwohner betrug im Jahre 1933 121, im Jahre 1939 – der Ort hieß ab 3. Juni 1938 „Brakenau“ – waren es 104.
Seit 1945 gehörte das Dorf zur Sowjetunion, bekam im Jahr 1950 die russische Bezeichnung „Chochlowo“ und wurde gleichzeitig in den Dorfsowjet Kanaschki im Rajon Sowetsk eingeordnet.

### Artjomowka
Im Jahr 1947 erhielt Argeningken-Graudszen die russische Bezeichnung „Artjomowka“ und wurde gleichzeitig in den Dorfsowjet Kanaschki selski Sowet im Rajon Sowetsk eingeordnet. Vor 1976 wurde der Ort Chochlowo an Artjomowka angeschlossen. Artjomowka gehörte inzwischen zum Rakitinski selski Sowet im Rajon Neman. Später gelangte der Ort in den Dorfbezirk Mitschurinski selski okrug. Von 2008 bis 2016 gehörte Artjomowka zur städtischen Gemeinde Nemanskoje gorodskoje posselenije und seither zum Stadtkreis Neman.

## Kirche
In Argeningken-Graudszen/Argenhof und in Skambracken/Brakenau lebten vor 1945 fast ausnahmslos Einwohner evangelischer Konfession. Die Dörfer waren somit in das Kirchspiel der Kirche Jurgaitschen (der Ort hieß von 1938 bis 1946: Königskirch) eingepfarrt, das zur Diözese Tilsit im Kirchenkreis Tilsit-Ragnit gehörte, der seinerseits Teil der Kirchenprovinz Ostpreußen der Kirche der Altpreußischen Union war.
Heute liegt Artjomowka im weitläufigen Einzugsbereich der in den 1990er Jahren neu entstandenen evangelisch-lutherischen Gemeinde in Sabrodino (Lesgewangminnen, 1938 bis 1946 Lesgewangen). Sie ist der Propstei Kaliningrad (Königsberg) der Evangelisch-lutherischen Kirche Europäisches Russland zugehörig.